# C. Henry Gordon
Pour les articles homonymes, voir Gordon.
C. Henry Gordon est un acteur américain, de son vrai nom Henry Racke, né à New York (État de New York, États-Unis) le 17 juin 1883, mort à Los Angeles (Californie, États-Unis) le 3 décembre 1940.

## Biographie
Sous le pseudonyme de C. Henry Gordon, il commence sa carrière au théâtre et joue à Broadway (New York) dans neuf pièces, entre 1922 et 1928, la dernière étant The Shanghai Gesture (qui sera adaptée au cinéma en 1941 ; film réalisé par Josef von Sternberg).
Deux ans après, en 1930, il apparaît au cinéma et contribue en tout à soixante-dix-neuf films américains, jusqu'en 1940, année où il meurt prématurèment. Un de ses films les mieux connus est Mata Hari en 1931, aux côtés de Greta Garbo qu'il retrouvera en 1937, avec Marie Walewska. Bien connu également est son rôle de Surat Khan en 1936, dans La Charge de la brigade légère, où il affronte Errol Flynn.

## Théâtre
Pièces jouées à Broadway
- 1922 : The Drums of Jeopardy (en) d'Howard Herrick et Harold MacGrath
- 1922 : Lights Out de Paul Dickey et Mann Page
- 1922 : Thin Ice de, mise en scène par, et avec Percival Knight
- 1923 : The Crooked Square de Samuel Shipman et Alfred C. Kennedy, avec Ruth Donnelly, Jack La Rue, Georges Renavent
- 1924 : Mr. Pitt de Zona Gale, avec Minna Gombell, Walter Huston
- 1924 : The Saint de Stark Young, avec Leo Carrillo, Maria Ouspenskaïa
- 1925 : Puppets de Frances Lightner, avec Miriam Hopkins, Fredric March
- 1925 : Mismates de Myron Coureval Fagan
- 1926 : The Shanghai Gesture de John Colton, avec Mary Duncan
- 1928 : The Shanghai Gesture pré-citée, reprise, avec J. Carrol Naish

## Filmographie partielle
- 1930 : Les Renégats (Renegades) de Victor Fleming
- 1931 : Mata Hari de George Fitzmaurice
- 1931 : L'Honneur de la famille (Honor of the Family) de Lloyd Bacon
- 1932 : La loi ordonne (State's Attorney) de George Archainbaud
- 1932 : Scarface d'Howard Hawks
- 1932 : Kongo de William J. Cowen
- 1932 : Hypnose (Thirteen Women) de George Archainbaud
- 1932 : Au seuil de l'enfer (Hell's Highway) de Rowland Brown et John Cromwell
- 1932 : Raspoutine et l'Impératrice (Rasputin And The Empress) de Richard Boleslawski
- 1932 : Miss Pinkerton de Lloyd Bacon : Dr Stuart
- 1933 : Gabriel au-dessus de la Maison-Blanche (Gabriel over the White House) de Gregory La Cava
- 1933 : Rhapsodie amoureuse (Storm at Daybreak) de Richard Boleslawski
- 1933 : The Devil's in Love de William Dieterle
- 1933 : Le Secret de madame Blanche (The Secret of Madame Blanche) de Charles Brabin
- 1933 : Vol de nuit (Night Flight) de Clarence Brown
- 1933 : Conseils aux cœurs brisés (Advice to the Lovelorn) d'Alfred L. Werker
- 1933 : Danseuse étoile (Stage Mother) de Charles Brabin
- 1933 : Penthouse  de W. S. Van Dyke
- 1933 : Nuits de Broadway (Broadway Through a Keyhole) de Lowell Sherman
- 1933 : The Chief de Charles Reisner

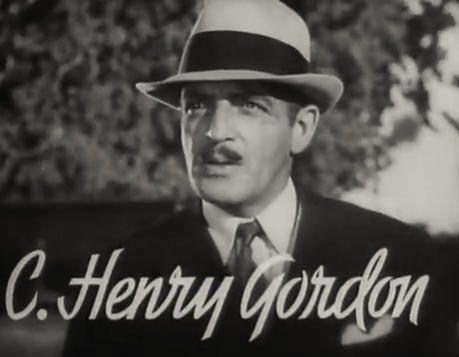
Dans Poursuite (1935)

- 1934 : Les Amants fugitifs (Fugitive Lovers) de Richard Boleslawski
- 1934 : Les Hommes en blanc (Men in White) de Richard Boleslawski
- 1934 : L'Espionne Fräulein Doktor (Stamboul Quest) de Sam Wood
- 1935 : Meurtre au Grand Hôtel (The Great Hotel Murder) d'Eugene Forde
- 1935 : Symphonie burlesque (The Big Broadcast of 1936) de Norman Taurog
- 1935 : Les Croisades (The Crusades) de Cecil B. DeMille
- 1935 : Poursuite (Pursuit) d'Edwin L. Marin
- 1935 : Professional Soldier de Tay Garnett
- 1936 : Sous deux drapeaux (Under Two Flags) de Frank Lloyd
- 1936 : La Charge de la brigade légère (The Charge of the Light Brigade) de Michael Curtiz
- 1936 : Hollywood Boulevard de Robert Florey
- 1937 : Charlie Chan aux Jeux olympiques (Charlie Chan at the Olympics) d'H. Bruce Humberstone
- 1937 : Trouble in Morocco d'Ernest B. Schoedsack
- 1937 : Marie Walewska (Conquest) de Clarence Brown
- 1937 : Sophie Lang s'évade (Sophie Lang Goes West) de Charles Reisner
- 1938 : Invisible Enemy de John H. Auer
- 1938 : Sharpshooters de James Tinling
- 1939 : The Long Shot de Charles Lamont
- 1939 : Le Retour de Cisco Kid (Return of the Cisco Kid) de Herbert I. Leeds
- 1939 : Man of Conquest de George Nichols Jr.
- 1940 : Kit Carson de George B. Seitz